# Crossocerus exiguus
Crossocerus exiguus är en stekelart som först beskrevs av Vander Linden 1829.  Crossocerus exiguus ingår i släktet Crossocerus, och familjen Crabronidae. Enligt den finländska rödlistan är arten nära hotad i Finland. Enligt den svenska rödlistan är arten sårbar i Sverige. Arten förekommer i Götaland. Artens livsmiljö är åsmoskogar.